# CRADD
CRADD (англ. CASP2 and RIPK1 domain containing adaptor with death domain) – білок, який кодується однойменним геном, розташованим у людей на короткому плечі 12-ї хромосоми. Довжина поліпептидного ланцюга білка становить 199 амінокислот, а молекулярна маса — 22 745.
| 10         |  | 20         |  | 30         |  | 40         |  | 50         |
| ---------- |  | ---------- |  | ---------- |  | ---------- |  | ---------- |
| MEARDKQVLR |  | SLRLELGAEV |  | LVEGLVLQYL |  | YQEGILTENH |  | IQEINAQTTG |
| LRKTMLLLDI |  | LPSRGPKAFD |  | TFLDSLQEFP |  | WVREKLKKAR |  | EEAMTDLPAG |
| DRLTGIPSHI |  | LNSSPSDRQI |  | NQLAQRLGPE |  | WEPMVLSLGL |  | SQTDIYRCKA |
| NHPHNVQSQV |  | VEAFIRWRQR |  | FGKQATFQSL |  | HNGLRAVEVD |  | PSLLLHMLE  |

A: Аланін

C: Цистеїн

D: Аспарагінова кислота

E: Глутамінова кислота

F: Фенілаланін

G: Гліцин

H: Гістидин

I: Ізолейцин

K: Лізин

L: Лейцин

M: Метіонін

N: Аспарагін

P: Пролін

Q: Глутамін

R: Аргінін

S: Серин

T: Треонін

V: Валін

W: Триптофан

Задіяний у таких біологічних процесах, як апоптоз, альтернативний сплайсинг. 
Локалізований у цитоплазмі, ядрі.